# Daly City (BART)
Daly City is een metrostation in de Amerikaanse stad Daly City (Californië) en wordt bediend door vier lijnen van het BART-netwerk. Het station is op 5 november 1973 geopend als zuidelijk eindpunt van het tracé ten westen van de baai dat destijds als eilandbedrijf van start ging. Op 16 september 1974 ging de reizigersdienst door de Transbaytunnel van start en reden ook de lijnen van de oostkant door tot Daly City. Op 24 februari 1996 werd het spoor verder naar het zuiden doorgetrokken en rijden twee lijnen van BART verder naar het zuiden.